# Caiolo
Caiolo ist eine norditalienische Gemeinde (comune) in der Provinz Sondrio in der Lombardei. 

## Lage und Einwohner
Die Gemeinde Caiolo liegt rund 6 Kilometer westlich von Sondrio an der Adda im unteren Veltlin am Parco delle Orobie Valtellinesi. Zusammen mit den Fraktionen Bachet, Palù, Pessina, San Bernardo hat Caiolo 1053 Einwohner (Stand 31. Dezember 2024).
Die Nachbargemeinden sind Albosaggia, Carona (BG), Castione Andevenno, Cedrasco, Foppolo (BG), Piateda, Postalesio und Sondrio.

### Verkehrsanbindung
Durch die Ortschaft verläuft die Staatsstraße 38, die von Bozen kommend bei Piantedo in die Staatsstraße 36 übergeht und weiter nach Lecco und Mailand führt. Im knapp 3 Kilometer entfernten Castione Andevenno hat die Gemeinde einen Bahnanschluss an die Veltlinbahn. 
Der kleine Flugplatz Caiolo liegt im Gemeindegebiet und eignet sich für Segelflugzeuge, Ultraleichtflugzeuge, Motorflugzeuge und Hubschrauber.